# Вестендорф (Альгой)
Вестендорф (нім. Westendorf) — громада в Німеччині, знаходиться в землі Баварія. Підпорядковується адміністративному округу Швабія. Входить до складу району Остальгой. Центр об'єднання громад Вестендорф.
Площа — 11,93 км2. Населення становить 1846 ос. (станом на 31 грудня 2020).

## Галерея

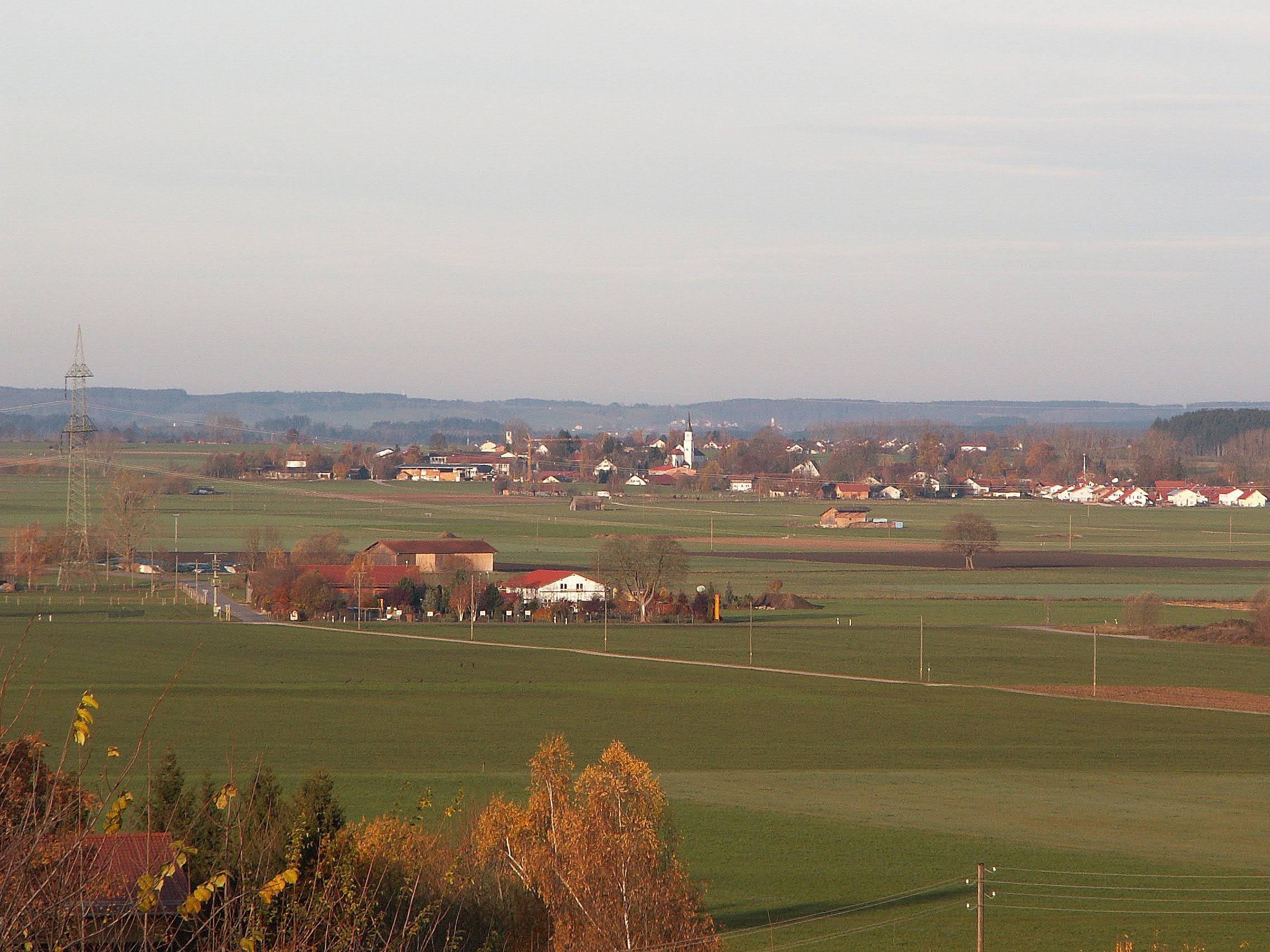